# لایحه بازبینی توافق هسته‌ای ایران ۲۰۱۵
لایحه بازبینی توافق هسته ای ایران در سال ۲۰۱۵ (اینارا) (H.R. 1191 ، انتشارات. L 114–17) لایحه‌ای است که در ماه مه ۲۰۱۵ توسط کنگره آمریکا تصویب شد و به کنگره این حق را می‌دهد که هر توافقی را که در مذاکرات گروه ۱+۵ با ایران با هدف جلوگیری از دستیابی ایران به سلاح هسته‌ای حاصل شده‌است، مورد بازبینی قرار دهد.
این لایحه در سنا با ۹۸ رای موافق به تصویب رسید (تنها تام کاتن به آن رای منفی داد)، و سپس در ۱۴ مه با ۴۰۰ رای به ۲۵ در مجلس به تصویب رسید پرزیدنت باراک اوباما تهدید کرد که این لایحه را وتو می‌کند، اما در نهایت نسخه ای آمد که از حمایت کافی برای شکستن هرگونه وتو برخوردار بود و اوباما سعی نکرد آن را وتو کند.
لری کلیمن شکایتی را تنظیم کرد و مدعی شد که این قانون یک نقض خلاف قانون اساسی اختیارات معاهده سنا است. این شکایت به دلیل نداشتن عذر مشروع برای طرح شکایت از سوی شاکی رد شد.
گروهی از سناتورهای جمهوری‌خواه گفتند که توافق برای بازگشت به [برنامه جامع اقدام مشترک] (برجام) مستلزم بررسی کنگره تحت اینارا است، در حالی که برخی دیگر گفتند که برجام قبلاً چنین بازنگری را پشت سر گذاشته‌است.